# Straight Lines
Straight Lines är det svenska indiebandet Junips debutalbum, utgivet på skivbolaget Kakafoni år 2000.

## Låtlista
1. "HC"
2. "Cut the Rope"
3. "Dilettante"
4. "Straight Lines"